# جهادگرایی

«پرچم القاعده»، مورد استفاده از دهه ۱۹۹۰ و الهام‌بخش پرچم بسیاری از گروه‌های جهادگرا

جهادگرایی یا جنبش جهادی، یک نوواژه قرن بیست و یکمی است که در جهان غرب برای توصیف جنبش‌های ستیزه‌جویی به کار می‌رود که تصور می‌شود در جنبش‌های نظامی در اسلام و اسلام‌گرایی ریشه دارند و موجودیت فرهنگ غربی را تهدید می‌کنند. تعریف دقیق این لفظ سخت توصیف شده چرا که نوواژه‌ای متأخر است و معنای واحد و عموماً پذیرفته شده‌ای ندارد.
ریشه‌های جهادگرایی معاصر در احیاگری‌های اسلامی منتهی به سید قطب بر می‌گردد.
سازمان‌های تروریستی درگیر جنگ شوروی در افغانستان در سال ۱۹۷۹ رشد جهادگرایی را تقویت کردند و در منازعات گوناگونی در دهه‌های ۱۹۹۰ و ۲۰۰۰ در جهادگرایی سلفی گسترش یافت.